# Roelof de Jong Posthumus
Roelof de Jong Posthumus (* 19. Mai 1914 in Leipzig; † 17. Dezember 1985 in Braunschweig) war ein deutscher Schriftsteller mit dem Pseudonym -rops-.
Sein gleichnamiger Vater war ein Geigenvirtuose, seine Mutter Else geborene Marschner war eine Verwandte des Komponisten Heinrich Marschner. Roelof de Jong Posthumus besuchte 1932 Schulen in Braunschweig. Seine Berufsausbildung (als Pädagoge) erhielt er an Hochschulen in Hannover, Bayern und Hirschberg in Schlesien. Er war ab 1943 mit Sigrid geborene Sommer verheiratet und hatte mit ihr zwei Kinder.
Er arbeitete ab 1939 als Erzieher im Regierungsbezirk Lüneburg, ab 1943 als Volksschullehrer in Braunschweig. Im Jahr 1947 begründete er die Deutsche Unitarische Jugend. 1952 wurde er Schriftleiter der Heimatwarte. Er war zudem Leiter der Sektion Braunschweig des Deutschen Autoren-Verbandes und Mitglied der Arbeitsgemeinschaft Frankreich e. V. im Bund Deutscher Philatelisten.
Ab 1971 gehörte der christlich-unitarische Autor der Bundesprüfstelle für jugendgefährdende Schriften in Bonn-Bad Godesberg an.

## Veröffentlichungen (Auswahl)
- Sonnenlyrik. Gedichte. 1939.
- Fernab der Straße. Gedichte. 1939.
- Splitter aus geborstenem Schild. Sprüche. 1939.
- Das Lied der Zeit. Sammlung. 1939.
- Kasparaden. Spiel für Puppentheater. 1941.
- Amala. Märchenspiel. 1941.
- Das Mädchen Marianne. Roman. 1942.
- Ein Schloß und sein Marquis. Roman. 1942.
- Vivat sequens! Erzählung. 1942.
- Die beiden Weihnachsmärchen. Erzählung. 1942.
- Die schwarze Kogel. Erzählung. 1945.
- Rotte Berger. Erzählung. 1946.
- Herbordis. Schauspiel. 1947.
- Tom auf weiten Wegen. Erzählung. 1947.
- ... in unsere Unruhe. Gedichte. 1958.
- Der Komet. Drama. 1970.
- Rezeptbuch für die Freizeit. 1975.
- ... keiner lebt für sich allein. 1976.
- ... doch die Zeit geht weiter. 1980.
- Braunschweigisches Kaleidoskop: „Das Krähenfeld“. In: Braunschweigischer Kalender. Braunschweig 1984.